# Савченко-Більський Михайло Олександрович
Миха́йло Олекса́ндрович Са́вченко-Бі́льський (1874, Шаповалівка Борзнянського повіту Чернігівської губернії)— педагог, агроном, Генеральний секретар хліборобства уряду Української Центральної Ради, голова Борзненської повітової народної ради (1918), гласний Чернігівської губернської народної ради (1918).

## Життєпис

### Родина
Народився в сім'ї Олександра Олексійовича Савченка-Більського (1843–1932), який походив із старшої гілки старовинного козацького роду Савченків-Більських . Батько був чиновником, мав чин колезького реєстратора і володів маєтком у Шаповалівці Борзнянського повіту. Матір звали Марія Андріївна, в сім’ї було ще четверо дітей: Григорій, Євфімія, Олександр, Анна. 
Брат: Савченко-Більський Григорій Олександрович – (нар.1872, Шаповалівка) , закінчив медичний факультет Варшавського університету, проходив обов'язкову військову службу на посаді молодшого лікаря в Якутському 42-му піхотному полку (Кременець Волинської губернії). З 1902 р. служив земським лікарем у Шаповалівці, потім в Івангороді, пізніше займав посаду головного лікаря земської лікарні в Парафіївці, мав чин колезького радника.     . 
Брат: Савченко-Більський Олександр Олександрович — (нар. 4 серпня 1879, Шаповалівка) — ветеринарний лікар, закінчив Харківський ветеринарний інститут, працював у Харкові, в 1938 р. був репресований і розстріляний   .
Родичі Михайла по жіночій лінії походили з священицького роду, під їх впливом він отримав духовну освіту: в 1891 р. закінчив Чернігівське духовне училище , а в 1898 р. – Чернігівську духовну семінарію . 
Від духовної кар’єри відмовився, вступивши до Ново-Олександрійського інституту сільського господарства і лісівництва (Пулави, Люблінська губернія). У лютому 1902 р. був виключений із інституту «за участь у студентських безпорядках» . Пізніше поновився в інституті, по закінченню отримав диплом вченого агронома .

## Трудова діяльність
Після повернення в Україну викладав у реальному училищі м. Проскурів Подільської губернії, звідки був звільнений через конфлікт з директором .
В  1906–1907 рр. викладав природознавство в чоловічій гімназії м. Златополя Київської губернії  .
З 1 червня 1909 р. по 9 липня 1910 р. займав посаду вченого агронома Миргородського повітового земства в Миргородській і Сорочинській дільницях 
Пізніше (1910–1911 рр.) проживав у Житомирі, потім служив на Чернігівщині в Борзнянському повіті на посаді повітового агронома , також займав виборну посаду агронома губернського земства.

## Політична та урядова діяльність
Політикою почав займатися ще під час навчання в інституті. Мав репутацію неблагонадійної особи, його підозрювали в проведенні «протиурядової пропаганди серед населення» (1906 р.). З цієї причини в період проживання в Златополі губернатор не підтримав його призначення на посаду в земську управу. 
В Миргороді приймав активну участь у розвитку кооперативного руху.  Проживаючи в Житомирі, став членом «Просвіти», належав до Української соціал-демократичної робітничої партії. . Пізніше став членом Української партії соціалістів-революціонерів  .
Після відставки першого уряду Центральної ради пристав на пропозицію зайняти посаду Генерального секретаря хліборобства у другому уряді В. Винниченка. На посаді перебував з 3 вересня по 20 листопада 1917 року. 
Генеральний секретаріат по земельних справах Української Центральної Ради  під його керівництвом підготував і 24-26 жовтня 1917 р. провів  Перший Всеукраїнський агрономічно-економічний з’їзд, який визначив шляхи майбутнього розвитку сільськогосподарської науки та аграрної освіти. 
Після прийняття Третього Універсалу Центральної Ради подав у відставку з посади, не погоджуючись з оголошеною урядом відмовою від приватної власності на землю .
В жовтні 1918 р. став директором середньої загальнокооперативної школи в Києві. Подальша доля невідома.

## Друковані праці
- Сост. М.А. Савченко-Бельский. Обзор агрономических мероприятий уездных земств Харьковской губернии за 1911 год, составленный на основании анкетных ответов агрономов : (Докл. 9 Губ. агр. совещ.). — Харків, 1912. — 116 с.(рос. дореф.)
- Савченко-Бельский, Михаил Александрович. Сельскохозяйственные курсы, устраиваемые Черниговским губернским земством для взрослого населения губернии. (1908-1914 гг.). — Чернігів : тип. Губ. земства, 1914. — 116 с.(рос. дореф.)

## Зазначення
1. ↑  Милорадович Г. А.  Родословная книга черниговского дворянства.  — СПб, 1901.– С. 79.
2. ↑  Енциклопедія Ічнянщини. 10 тисяч статей, довідок, документів, ілюстрацій, довідник. В. Ф. Шевченко. –  К.: Гнозіс, 2014. – С.  834.
3. ↑  Высочайший приказ от 17 ноября 1902 года. – О чинах гражданских.
4. ↑  Календарь Черниговской губернии на 1904 год, с. 62.
5. ↑  Календарь Черниговской губернии на 1910 год, с. 72.
6. ↑   Календарь Черниговской губернии на 1916 год, с. 91.
7. ↑  ДАЧО, Чернігів. Ф. 679, оп. 10, спр. 23, с. 80. – Покровская церковь, с. Шаповаловка Борзенского уезда. О родившихся.
8. ↑  Юрій Коллард.  Спогади юнацьких днів: 1897-1906. Українська Студентська Громада в Харкові і Революційна Українська Партія (РУП)  // Срібна сурма, Торонто, 1972.
9. ↑  Кушакова В.В.  Сільськогосподарська секція Харківського наукового товариства.
10. ↑  Открытый список. Савченко-Бельский Александр Александрович.
11. ↑  Черниговские епархиальные известия, № 14, с. 514
12. ↑  Черниговские епархиальные известия, № 13, с. 296.
13. 1 2 3 4 5 6 7  Глазунов Геннадій Опанасович Михайло Савченко-Більський – міністр землеробства Української Центральної Ради (1917 р.).
14. 1 2 3   Розсоха Л. О.  Миргородська повінь: Миргородщина в Українській революції 1917 – 1921 років. – Миргород: ТОВ Видавництво «Миргород», 2019. – С. 145.
15. ↑  Календарь Киевской губернии на 1907 год, с. 173.
16. 1 2 3  Осташко Т.С.  Савченко-Більський Михайло Олександрович. – Інститут історії України
17. ↑  Календарь Черниговской губернии на 1916 год, с. 53.
18. ↑  Генеральний секретаріат.